# Хильдебранд III
Хильдебранд III (фр. Childebrand III; ум. 827/836) — граф Отёна 796—815, сеньор Перраси и Божи.

## Биография
Происхождение Хильдебранда в современных ему исторических источниках не упоминается. Однако на основании ономастических данных Кристиан Сеттипани сделал вывод о том, что Хильдебранд происходил из дома Нибелунгидов. Его отцом мог быть или Хильдебранд II, сеньора Перреси и Божи, или Нибелунг II, графа Мадри и Эсбе. Также на основании ономастических данных Был сделан вывод, что мать Нибелунга III вероятнее всего происходила из рода Гильемидов. С точки зрения хронологии она могла быть сестрой Гильома Желонского. У него известны только 2 сестры — Абба и Берта, которые упомянуты в 804 году.
Впервые Хильдебранд упомянут в 796 году, когда по просьбе некоего поверенного Муаза король Карл Великий послал в Отён Хильдебранда II, в качестве missi dominici («государева посланца»). В результате по неизвестной причине прежний граф, Теодоана, был смещён, на его место был назначен Хильдебранд III, сын или племянник Хильдебранда II. Точно неизвестно, сколько Хильдебранд III управлял графством. В 815 году графом Отёна упоминается уже Тьерри II, вероятно сын Теодоана. Причина, по которой графство вернулось обратно к Гильемидам, а также когда это произошло — неизвестна.
В дальнейшем Хильдебранд упоминается в 827 году в сочинении Астро́нома (Анонима) «Жизнь императора Людовика». В этом году император Людовик I Благочестивый послал войско во главе с аббатом Элизахаром, графом Хильдебрандом и Донатом в Испанскую марку для подавления анти-франкского восстания Аиссы (Айзона). Вместе с графом Барселоны Бернаром Септиманским военачальники вели упорные военные действия против мятежников, но значительного успеха добиться в этом походе так и не смогли.
Дальнейшая судьба Хильдебранда неизвестна. Возможно он удалился в монастырь и умер до 836 года.
Из завещания Экхарда, сына Хильдебранда, известно, что тот владел сеньорией Перреси в Отёнуа.

## Брак и дети
Женой Хильдебранда показана Дунна, происхождение которой неизвестно. Поскольку среди детей Хильдебранда появляются имена, характерные для Гильемидов, то Морис Шом и Леон Левиллен выдвинули гипотезу, что она была дочерью Гильома Желонского. Однако среди детей Гильома имя Дунна не встречается. Кристиан Сеттипани в своих исследованиях показал, что родственный союз между Нибелунгидами и Гильемидами вероятнее произошёл на поколение раньше. Дунну Сеттипани считает сестрой Экхарда I (ум. 844), графа Амьена. Однако существовали и другие современники по имени Экхард.
Дети:
- Тьерри II (VI) Казначей (ок. 810 — ок. 883), граф Отёна 878—879, советник короля Западно-Франкского королевства Людовика III[4]
- Экхард (Эккехард) II (ок. 810/815 876), сеньор Перраси и Божи с 836, граф Морвуа 840—859, граф Шалона с 863, граф Макона с 871, граф Отёна с 872[5]
- Бернар III (ум. 872), граф Отёна с 868[6]
- Ада, монахиня в Фармутье, возможно аббатиса[6]